# Campanha da Fraternidade de 2011
A Campanha da Fraternidade de 2011 foi um evento organizado pela Conferência Nacional dos Bispos do Brasil (CNBB), com o tema Fraternidade e a vida no planeta, e que teve como lema um versículo da Epístola de Paulo aos Romanos: A criação geme em dores de parto (Rm 8,22). A exemplo das campanhas anteriores, o evento teve início na quarta-feira de cinzas e se estendeu por todo o período da quaresma.

## Objetivo geral
O objetivo geral dessa campanha foi contribuir para a conscientização das comunidades cristãs e pessoas de boa vontade sobre a gravidade do aquecimento global e das mudanças climáticas, e motivá-las a participar dos debates e ações que visam a enfrentar o problema e preservar as condições de vida no planeta.

## Objetivos específicos
Para atingir o objetivo geral, o texto da CNBB propôs os seguintes objetivos específicos:
- "Viabilizar meios para a formação em relação ao aquecimento global, identificar as responsabilidades e implicações éticas";
- "Promover a discussão sobre os problemas ambientais com foco no aquecimento global";
- "Mostrar a gravidade e a urgência dos problemas ambientais provocados pelo aquecimento global e articular a realidade local e regional com o contexto nacional e planetário";
- "Trocar experiências e propor caminhos para a superação dos problemas ambientais relacionados ao aquecimento global".

### Estratégias
Para alcançar estes objetivos, foram propostas as seguintes estratégias:
- Mobilizar pessoas, comunidades, igrejas, religiões e sociedade para assumirem o protagonismo na construção de alternativas para a superação de problemas socioambientais decorrentes do aquecimento global.
- Propor atitudes, comportamentos e práticas fundamentados em valores que tenham a vida como referência no relacionamento com o meio ambiente.
- Denunciar situações e apontar responsabilidades no que diz respeito aos problemas ambientais decorrentes do aquecimento global.

## O Texto base
O texto base da Campanha da Fraternidade segue o método Ver-Julgar-Agir, que parte do olhar sobre a realidade (Ver), seguido do confronto com os textos bíblicos para emitir um juízo ético sobre esta mesma realidade (Julgar) e finalmente apresenta pistas para sua transformação (Agir). Assim, o problema do aquecimento global e das mudanças climáticas é abordado no texto.

### Ver: a análise da realidade

#### O aquecimento global

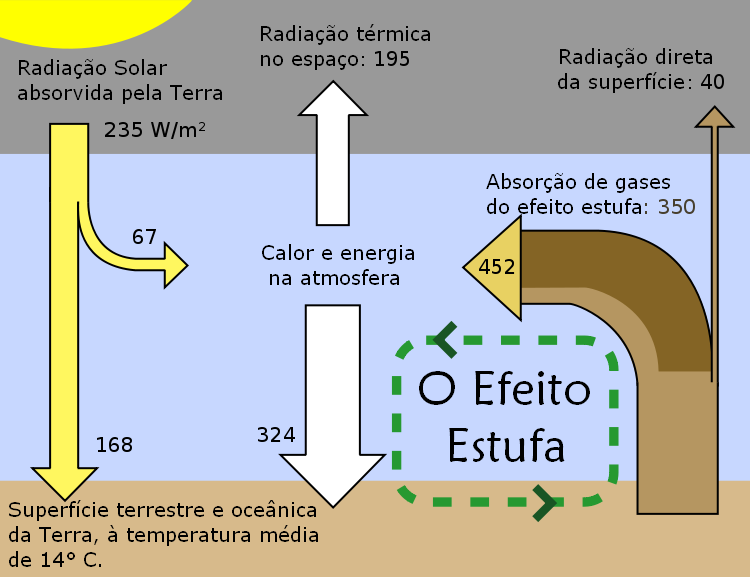
Uma representação esquemática das trocas de energia entre o espaço sideral, a atmosfera e a superfície da Terra. A capacidade da atmosfera terrestre para captar e reciclar energia emitida pela superfície do planeta é a característica do efeito de estufa.

A visão dos problemas associados ao aquecimento global e às mudanças climáticas baseia-se nos estudos do Painel Intergovernamental sobre Mudanças Climáticas (IPCC). Segundo estes estudos, observa-se a variação da temperatura média da terra desde 1750, ano que coincide com a implantação da sociedade industrial em vários países. Nesta data acelera-se o processo de industrialização, que inicialmente utilizava a combustão do carvão como fonte de energia, seguida pelo petróleo. O Painel relaciona o aumento da temperatura da terra ao aumento da emissão de gases do efeito estufa devido à industrialização e outras fontes como derrubadas e queimadas. Estes estudos apontam a queima de combustíveis fósseis como maior responsável pela emissão dn.e dióxido de carbono e de metano e a utilização de fertilizantes na agricultura como causa das emissões de óxido nitroso. A partir destas constatações o texto afirma que "a temperatura futura do planeta vai depender do nosso modo de produzir, consumir, enfim do modo de nos relacionar com a Terra" (n.21).
Os efeitos do aquecimento do planeta são observados na redução das geleiras e coberturas de neve das montanhas, no aquecimento dos oceanos, com consequente aumento do nível do mar. O aquecimento dos oceanos tem efeito direto sobre o clima do planeta, cuja alteração se faz sentir em secas mais longas e intensas em áreas maiores; nas chuvas mais intensas, provocando graves enchentes.Se a emissão de gases do efeito estufa for mantida nos atuais níveis, os estudos indicam a elevação da superfície do mar, ocupando áreas de território e provocando migrações, além de mudanças climáticas globais com tempestades, furacões, enchentes intensas e secas prolongadas.

#### A ação do homem
O texto aponta as mudanças nas atividades humanas que alteraram a vida no planeta. Nos últimos três séculos a população mundial aumentou dez vezes e quadruplicou no século XX. Embora com distribuição desigual, a população de gado, responsável por emissões de gás metano atinge uma população de 1,4 bilhão de reses.
No século XX, a urbanização aumentou dez vezes e quase metade da população mundial vive em cidades ou megacidades. A produção industrial  cresceu 40 vezes, com aumento no consumo de energia em 16 vezes (n.26). O consumo de água chega a 800 m3 per capita ao ano. Setenta por cento deste consumo é consumido na irrigação agrícola, vinte por cento, pela indústria e 10% pelo consumo domiciliar. Metade da superfície do planeta já foi atingida pelas ações humanas.

#### A emissão de gases do efeito estufa

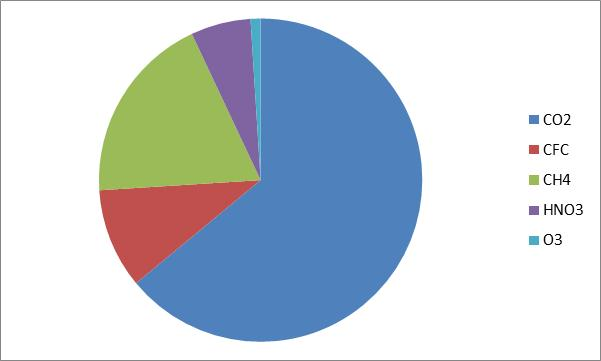
Influência de cada gás estufa no agravamento do efeito estufa.

A emissão de dióxido de carbono (CO2) cresce 5 bilhões de toneladas por ano devido à queima de conbustíveis fósseis. O dióxido de enxofre (SO2),também provinda da queima de combustíveis fósseis chega a 200 milhões do toneladas por ano. Em combinação com o dióxido de azoto (NO2), este gás provoca a chuva ácida. Os processos de fertilização e o uso de defensivos agrícolas são os principais responsáveis pela emissão de óxido nitroso (N2O), que é o gás que causa mais danos à camada de ozônio. Sessenta por cento da emissão de gás metano (CH4) é provocada por atividades humanas, como cultivo agrícola, a pecuária e lagos artificiais de grandes hidrelétricas. Já o CFC não é mais produzido, mas os efeitos de emissões acumuladas durarão um século.
Segundo o texto, é urgente a redução desta emissão. Segundo o IPCC, seria necessária a redução de 50% até 2030, mas no caso do óxido nitroso, a redução deveria ser da ordem de 70 a 80%.

#### A matriz energética como emissora de gases do efeito estufa
O texto da CNBB cita a discussão das matrizes energéticas utilizadas no processo de industrialização como tema central para a discussão do aquecimento global. Estas fontes são divididas em fontes energéticas renováveis e não renováveis. As fontes não renováveis são aquelas encontradas na natureza em quantidades limitadas. Uma vez esgotadas suas reservas, não é possível sua regeneração rápida. É o caso dos combustíveis fósseis e urânio. São consideradas energias sujas, pois sua utilização gera a liberação de poluentes danosas ao meio ambiente e sociedade. Já as fontes de energia renováveis são consumidas no próprio local de geração: energia solar, energia eólica, energia hídrica, energia oceânica, energia geotérmica e biomassa. São consideradas não-poluentes, à exceção da biomassa.
No contexto de mudanças climáticas provocadas pelo aquecimento global, a discussão das fontes energéticas torna-se crucial. A industrialização foi alavancada pelas energias não-renováveis, gerando grandes quantidade de gases estufa. Assim, a relação entre a matriz energética atual e a necessidade de redução de emissão de gases poluentes gera um impasse, uma vez que o crescimento da demanda energética chocam-se contra a recomendação do IPCC para redução das emissões. Portanto, diante destes objetivos, a matriz energética atual é inviável. O texto afirma:"O grande problema é que o mercadi gerenciador e a indústria que opera na produção destas energias não pretendem perder esta fonte de lucro. Assim, se os governos não tomarem iniciativas firmes e liderarem esta mudança de paradigma, a situação tende a agravar-se".

#### O caso do Brasil
No caso do Brasil, 24% das emissões de gases do efeito estufa são emitidas pela queima de combustíveis fósseis e 76% do uso da terra, incluídos desmatamentos e queimadas. A matriz energética é considerada limpa, proveniente de hidrelétricas, etanol e biomassa. Entretanto, recentes decisões governamentais possui, segundo a CNBB, um cunho neodesenvolvimentista através do Plano de Aceleração do Crescimento, buscando o desenvolvimento a qualquer custo, sem preocupações ambientais. Assim, na Amazônia brasileira há diversos projetos de construção de novas hidrelétricas: Usina Hidrelétrica de Jirau, Usina Hidrelétrica de Santo Antônio, Usina Hidrelétrica de Belo Monte e Usina Hidrelétrica São Luiz do Tapajós e outras Pequenas Centrais Hidrelétricas, além de planos de novas usinas atômicas. O governo ignora o potencial para expansão da energia solar e eólica. O texto cita ainda o Pré-Sal como caro, poluente e passível da ocorrência de desastres ambientais como o do Golfo do México. A transformação do etanol em commodity ignora a pressão por mais terra para sua produção, em detrimento da produção de alimentos.
O desmatamento e as queimadas são responsáveis por 50% da emissão de gases do efeito estufa no Brasil. O texto da CNBB cita o trabalho de FERNSIDE, que critica a diretriz de combate ao desmatamento na Amazônia exposta no Plano Nacional sobre Mudanças do Clima, pois segundo este autor, os planos de implantação das obras de infraestrutura, somada à legalização de terras antes ilegais apontam para o crescimento do desmatamento. Este plano não aponta metas de desmatamento, mas objetivos voluntários, o que leva a uma flexibilização dos compromissos assumidos na Convenção-Quadro das Nações Unidas sobre a Mudança do Clima. O plano prevê ainda desmatamento zero ilegal a partir de 2017. Entretanto, há o desmate legal de cerca de 5000 ha/ano, segundo o próprio PNMC. O estudo aponta que há brechas legais para desmatamento de 80% das áreas legais da Amazônia.
O modelo agrícola praticado pelo Brasil considera o agronegócio como estratégico para a economia. O texto ressalta que este modelo foi desenhado para os grandes produtores, que possuem capital e tecnologia, produzindo segundo um modelo industrial ou especializado em monoculturas, que utiliza pouca mão de obra e alija os pequenos produtores, que acabam migrando do campo para as cidades. Além disto, o agronegócio é responsabilizado pelo desmatamento e pela utilização de 70% da água doce disponível no mundo. A utilização em larga escala de fertilizantes gera a contaminação de lagos e rios e criam zonas mortas em áreas litorâneas. Este modelo é orientado à exportação. Deve-se ressaltar que 70% da produção de alimentos para consumo no Brasil provém da agricultura familiar.

#### As consequências do modelo de desenvolvimento atual
A ideia de que o crescimento da produção deve se dar de modo contínuo e linear é contestada por estudos da ONU, da OCDR, da UNESCO, da FAO e outras organizações. Segundo estes estudos, o atual de padrão de consumo humano já consome um quarto a mais dos bens que o planeta pode disponibilizar. Como este consumo é desigual, o excesso de consumo de 20% da humanidade é apresentado pelo processo de globalização como estilo de vida a ser seguido pelos demais, o que aponta para uma maior superexploração dos recursos naturais. Assim, a manutenção desta escalada de crescimento e consumo globalizados é fomentado por um sistema financeiro que busca estimular a aquisição de bens com vistas apenas ao lucro e, ao pregar a eficiência, descarta empregos e o próprio trabalhador.
Para suprir as necessidades das camadas sociais mais empobrecidas, é necessária a redução do seu consumo. O que se coloca em questão é o paradigma da atual civilização ocidental e as opções éticas das pessoas dentro deste contexto. É necessário o surgimento de uma nova proposta de organização da vida pessoal e social, que deve ser pautada na inclusão social e na responsabilidade para com o planeta.

#### A vida e o aquecimento global
A biodiversidade estimada do planeta Terra é de 10 milhões de espéciais, das quais apenas um décimo é conhecido. Os cientistas apontam a importância dos processos vitais entre os seres vivos para regular a vida no planeta, entre os quais o equilíbrio do clima, a qualidade e quantidade de água e a produção de alimentos. A perda da biodiversidade afeta, portanto, processos vitais para o planeta, inclusive o clima. Vive-se no momento atual processos de alta taxa de extinção da biodiversidade, devido a fatores como o impacto das mudanças climáticas, o confinamento de espécies em faixas limitadas, a destruição de florestas tropicais e dos recifes de coral, espécies invasoras ou a pesca predatória. A preservação da biodiversidade é fundamental para a salvaguarda do planeta.
A população mundial ultrapassa os 6,5 milhões de pessoas, o que gera uma grande pressão por alimentos. Destes, cerca de 1 bilhão sofrem com a fome, segundo dados da ONU. Este fato tende a se agravar com o aquecimento global. A situação maior de miséria atinge países que apresentam grande biodiversidade e geralmente, é o único recurso com o qual contam na luta pela sobrevivência, afetando ainda mais a perda de biodiversidade.
Uma das principais características do processo de industrialização é a urbanização. As grandes aglomerações populacionais, sobretudo quando o processo é repentino, degradam o meio ambiente e tornam críticas as condições para a vida: a ocupação dos espaços ocorrem sem nenhuma consideração com o meio ambiente. As populações têm convivido com consequencias de chuvas.
Em oito de julho de 2010, a Assembleia Geral da ONU aprovou uma resolução considerando a água e o saneamento básico como direito humano fundamental. Segundo a Organização Mundial de Saúde, cerca de 900 milhões de pessoas no mundo vivem sem acesso a água potável e 2,6 bilhões de pessoas não têm saneamento básico. Esta situação é considerada responsável pela morte direta de 1,5 milhões de crianças com menos de cinco anos de idade, devido à diarreia. Diante da escassez de água, esta resolução é importante para promover a revisão dos usos da água doce e dos desperdícios, colocando as necessidades humanas e dos animais como prioridade.
No fundo dos mares, a biodiversidade é tão grande quanto a das florestas primárias e tropicais. Entretanto, os oceanos absorvem um terço das emissões de CO2 são absorvidas pelos mares. Como consequência, as águas oceânicas estão sofrendo acidificação. Isto afeta a vida dos organismos, sobretudo os que possuem o carbonato de cálcio como corais, moluscos, mexilhões e criaturas da base da cadeia alimentar. Assim, a absorção do dióxido de carbono pelas águas e seres vivos é reduzida. O aumento da temperatura do planeta pode afetar a cadeia alimentar da biodiversidade oceânica. Além disto, a pesca predatória está colocando em risco a vida nos oecanos. No Oceano Atlântico, 40% dos recursos pesqueiros estão superexplorados e 30% estão totalmente explorados. Outra ameaça é o aumento da poluição por esgotos, lixo, gases atmosféricos. Ressalte-se ainda a influência das águas oceânicas como reservatórios e transportadores de calor no sistema climático planetário. Alterações em sua temperatura afetam diretamente o clima no planeta.

#### A comunidade mundial e as mudanças climáticas
Desde a década de 70, a ONU vem promovendo atividades relacionadas à questão ambiental. Descritas sumariamente:
- Conferência de Estocolmo
- Protocolo de Montreal
- ECO 92
- Protocolo de Quioto
- Rio+10
- Conferência das Nações Unidas sobre as Mudanças Climáticas de 2007
- Conferência das Nações Unidas sobre as Mudanças Climáticas de 2009 (Conferência de Copenhague)

Estes encontros apresentaram um diagnóstico sobre os riscos ao planeta devido aos problemas ambientais, mas a falta de consenso mostra as dificuldades de chegar a um acordo. Há um impasse entre os países ricos e os países pobres e em desenvolvimento em relação ao custo a ser pago pela preservação do meio ambiente. O primeiro grupo quer dividir igualmente os custos, enquanto os demais entendem que a situação atual foi causada pela industrialização dos países ricos, iniciada há dois séculos.

#### O paradigma da sustentabilidade
O texto da CNBB propõe que se passe do paradigma desenvolvimentista ao paradigma da sustentabilidade. Este paradigma envolve três parâmetros: economia, meio ambiente e bem estar social. Seu conceito envolve "um tipo de desenvolvimento que nos permite viver nos limites suportáveis para a Terra, que são a disponibilidade dos recursos naturais e os limites de absorção de resíduos e poluição, mas também o tipo de desenvolvimento que torne possível a redução da pobreza". Para alcançar a sustentabilidade necessita-se reduzir o consumo, sobretudo do excessivo e supérfluo e a redução das crescentes desigualdades sociais, expressas no consumo mundial de carne: 20% da população mundial consome 45% da carne e peixe e somente 5% destes produtos são destinados aos 20% mais pobres. Assim, o conceito de pegada ecológica é uma boa estratégia para medir os excessos de consumo.
O texto propõe ainda que os governos e sociedades revejam seus conceitos e posturas desenvolvimentistas. O excesso de "pegada ecológica" já está em 30% acima da produção biológica do planeta em um ano.

### Julgar: o juízo ético sobre esta realidade
Os valores éticos que fundamentam a análise da realidade são princípios teológicos defendidos pela Igreja Católica. Para este juízo, são invocados os seguintes princípios:
- A Teologia da Criação: A Teologia da Criação baseia-se na Bíblia, especialmente no livro do Gênesis e nos livros poéticos e sapienciais do Antigo Testamento. Estes livros mostram como Deus criou o homem à sua imagem e semelhança, dando-lhe a responsabilidade de cuidar do jardim e dar continuidade à sua obra criadora a partir da fidelidade aos princípios criadores divinos. Deus é um Deus amoroso, criador de todas as coisas, que estão em constante crescimento e evolução. E Deus viu que tudo isto era muito bom.

- O mistério da encarnação, ou seja, do Deus que se fez homem, assumindo a carne humana (encarnação) na pessoa de Jesus. Assim, ele plenifica sua criação.

- A moral da Nova Aliança: para a Igreja Católica, a Nova Aliança de Deus com a humanidade ocorre a partir da encarnação de Jesus Cristo, quando gnovas relações se estabelecem entre os seres humanos e Deus, os seres humanos entre si e destes com a natureza.

- A restauração de todas as coisas em Cristo: São Paulo afirma que Cristo é o primogênito da Criação, pois reconcilia todas as coisas do céu e da terra. Em sua carta aos Romanos, afirma que a criação geme em dores de parto, à espera da Redenção final em Cristo(Epístola aos Romanos|Romanos 8,22-23).

Estes princípios apontam para o valor da criação divina e para a responsabilidade humana como guardiã da vida no planeta. "O amor a Deus, aos irmãos e irmãs e à natureza como critério fundamental para o nosso pensar e nosso agir em relação ao meio ambiente".

### Agir: pistas para transformação da realidade
Como propostas de ação, o texto base da campanha apresenta:

#### Resgatar o sentido profético do domingo
As exigências de produção e consumo desrespeita o tempo de descanso semanal. Fundamental para a saúde, na tradição judaico-cristã este dia tem mais um significado: é o dia dedicado à relação com o Criador. O resgate deste dia fará com que as pessoas se sintam parte integrante da Criação, dom de Deus e renovarão assim seu compromisso com o cuidado da natureza.

#### Conhecer o próprio consumo ecológico
Os sites abaixo apresentam meios de medir o próprio consumo ecológico:
- http://www.wwf.org.br/wwf_brasil/pegada_ecologica/calculadora
- http://www.myfootprint.org
- http://www.vidassostenible.org/ciudadanos/al.asp

#### Propostas para diminuir o consumo pessoal
Anualmente o Conselho Mundial de Igrejas promove o "Tempo da Criação", voltado para as igrejas cristãs refletirem e orarem pela proteção ao meio ambiente. O objetivo é conscientizar as pessoas para que reduzam seu consumo, consequentemente reduzindo a emissão de dióxido de carbono.

#### As cidades e o meio ambiente
Os cidadãos organizados devem lutar por saneamento básico; tratamento de esgotos e efluentes industriais; a coleta seletiva do lixo; revisão dos meios de transporte urbanos, priorizando o transporte de massa e que utilizem fontes limpas de energia; a reorganização dos bairros, para evitar grandes deslocamentos da população; promover as relações diretas entre pequenos produtores camponeses e os bairros mais próximos para venda da produção; criação de mais parques de lazer para integração das pessoas com a natureza; traçar o plano diretor da cidade levando em conta as "necessidades ecológicas"; a criação e fortalecimento dos Conselhos Municipais para o Meio Ambiente.

#### NasparóquiaseDioceses
As comunidades paroquiais e dioceses devem promover cursos e outraa atividades sobre a questão ecológica e o aquecimento global; devem criar seus próprios programas para redução do consumo; instalar paineis solares e paineis de células fotovoltaicas para produção de energia elétrica; promover o plantio de árvores nas áreas disponíveis em seu território; cooperar com programas confiáveis existentes, denunciar o descaso de empresas e do poder público; promover mobilizações para esta causa; reafirmar o sentido do domingo, revendo a atual dinâmica da organização do trabalho e atividades cotidianas.

#### Ações em nível mais amplo
Embora seja importante o engajamento pessoal na redução da emissão de gases estufa, as atividades responsáveis pelas maiores emissões devem ser acompanhadas de perto:

##### A questão energética
- A energia solar poderia ser mais utilizada no cotidiano das residências.
- A política energética brasileira atual não contempla a questão do meio ambiente: aposta no pré-sal, no etanol, que para expandir as terras cultivadas pode provocar desmatamentos ou reduzir a área de terras para produção de alimentos, e na retomada da energia atômica, que gera resíduos radioativos permanentes.
- Para utilização de paineis com células fotovoltaicas, a mobilização popular pode reividicar o financiamento público.

##### O desmatamento
- Corrigir aqueles que praticam crimes ambientais.
- Pressionar o governo pela não-aprovação das mudanças no Código Florestal Brasileiro.
- Mobilizar a população em favor da recriação de áreas de florestas, com a biodiversidade característica de cada bioma.
- Contestar a classificação das monoculturas de pinus e eucalipto como florestas.

##### O agronegócio
- Questionar o modelo do agronegócio, baseado na monocultura que não se articula com a biodiversidade e utilizam agrotóxicos poluidores da terra e das águas, além de alijar os pequenos proprietários, causando prejuízos sociais, como o êxodo rural e a sobrepressão populacional nas cidades.
- Valorizar a pequena produção camponesa, privilegiando a compra de produtos orgânicos.
- Estimular os quintais e canteiros,

#### Políticas públicas preventivas e de superação de situações de risco
A Campanha da Fraternidade apoia os projetos de políticas públicas que atuem nas situações emergenciais, mas considera fundamental o trabalho de prevenção das situações de risco, como as construções em encostas ou áreas sujeitas a alagamento ou correntes de vento. Considera necessário um projeto nacional de Defesa Civil, com controle social sobre o projeto no seu planejamento, realização e avaliação.